# Mart'nália
Mart’nália Mendonça Ferreira (Rio de Janeiro, 7 de setembro de 1965) é uma cantora e atriz brasileira.

## Carreira
Filha do sambista Martinho da Vila e da cantora Anália Mendonça (seu nome é uma mistura dos nomes dos pais), a cantora nasceu no bairro de Pilares, Zona Norte do Rio de Janeiro. Desde criança foi cercada pela música. Mart'nália afirmou em entrevista:
| “ | Com quatro anos de idade, em Pilares, meu pai tocava um reco-reco rosa numa roda de samba com amigos. Lembro dele saindo pela porta e, como num passe de mágica, entrando na televisão. Achava isso o máximo. Minha casa era uma festa. Cresci com Clara Nunes e João Donato na minha sala.[ligação inativa] | ” |

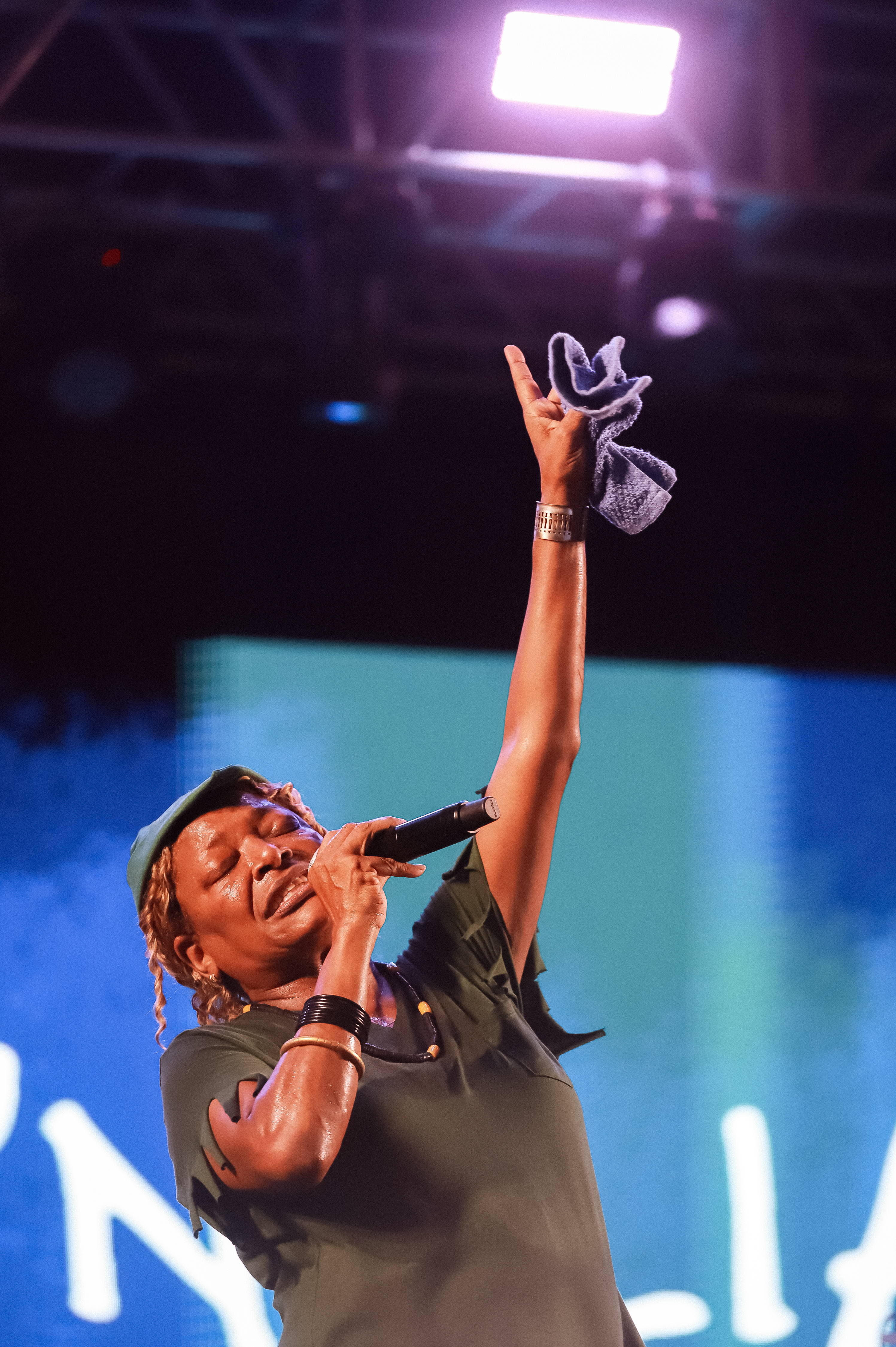
Carnaval de Olinda (2024)

Iniciou a carreira profissional aos 16 anos, fazendo vocais de apoio para o pai ao lado dos irmãos Pinduca e Analimar. Em meados da década de 1990, passou a realizar apresentações em circuitos de bares, pequenas casas noturnas e até teatros do Rio de Janeiro, o que culminou no lançamento de seu CD Minha Cara, mais voltado para o samba-canção.
A partir de 1994, passou a integrar o grupo Batacotô, com quem lançou o Samba dos Ancestrais. A artista também foi percussionista da banda de Ivan Lins. Mart'nália teve também o privilégio de se tornar apadrinhada de grandes nomes da Jovem Guarda, graças a seu pai. Caetano Veloso foi o diretor artístico de seu álbum, Pé do meu Samba, além de compor a faixa-título, e Maria Bethânia produziu Menino do Rio.
A partir desses dois álbuns, Mart'nália passou a atrair maior atenção da mídia e a ter uma agenda de shows bem mais estabelecida em todo o país, abrindo caminho para turnês internacionais pela Europa e África.
Foi escolhida por Miguel Falabella para integrar o elenco da série exibida na Rede Globo, Pé na Cova, que começou a ser transmitida em janeiro de 2013. Ela faz o papel de um homem transexual, o mecânico "Tamanco", que vive um romance com a stripper virtual "Odete Roitman". Tamanco também é irmão de "Markassa", uma travesti que também trabalha como o mecânico "Marcão".
A primeira apresentação de Mart'nália com a presença de público durante a pandemia de COVID-19, aconteceu em 28 de novembro de 2020, na Sala São Paulo, na capital paulista, junto com Zélia Duncan. A apresentação fez parte da série Encontros Históricos, com a Orquestra Jazz Sinfônica e teve todos os cuidados de distanciamento e demais protocolos sanitários.

## Discografia

### Álbuns
| Ano  | Título                                                | Gravadora                           | Formato |
| ---- | ----------------------------------------------------- | ----------------------------------- | ------- |
| 1987 | Mart'nália                                            | Grav. 3M                            | LP      |
| 1997 | Minha Cara                                            | ZFM Records                         | CD      |
| 2002 | Pé do meu Samba                                       | Grav. BMG Brasil/Natasha Records    | CD      |
| 2004 | Pé do meu Samba (Ao Vivo)                             | Natasha Records                     | CD/DVD  |
| 2006 | Menino do Rio                                         | Grav. Biscoito Fino (Selo Quitanda) | CD      |
| 2006 | Mart'nália - Ao Vivo em Berlim                        | Grav. Biscoito Fino (Selo Quitanda) | CD/DVD  |
| 2008 | Madrugada                                             | Grav. Biscoito Fino (Selo Quitanda) | CD      |
| 2009 | Minha Cara (Disco de 1997 relançado pela ZFM Records) | ZFM Records (Selo Quitanda)         | CD      |
| 2010 | Mart'nália - Em África ao Vivo                        | Grav. Biscoito Fino                 | CD/DVD  |
| 2012 | Não Tente Compreender                                 | Grav. Biscoito Fino                 | CD      |
| 2014 | Em Samba Ao Vivo                                      | Grav. Biscoito Fino                 | CD/DVD  |
| 2016 | + Misturado                                           | Grav. Biscoito Fino                 | CD      |
| 2019 | Mart'nália Canta Vinicius de Moraes                   | Grav. Biscoito Fino                 | CD      |
| 2021 | Sou Assim Até Mudar                                   | Grav. Biscoito Fino                 | CD      |

### Participações em outros projetos
- CD Samba dos Ancestrais, Grupo Batacotô, 1994
- CD Aquarela do Brasil, Grupo Batacotô, 1994
- CD Casa de Samba 4, vários interpretes, 2000
- CD Um Ser de Luz: Saudação a Clara Nunes, vários intérpretes, 2003
- CD Tranquilo!, Marcelinho da Lua, 2003
- CD Samba para Crianças, vários interpretes, 2003
- CD Mad Professor Meets - In a Dubwise Style, Marcelinho da Lua, 2004
- CD Só Você não Sabe, Roberto Carlos (Elas Cantam), 2009
- CD Quero Ver a Quarta-Feira Chegar, Emicida, 2011
- CD Oito, Marjorie Estiano, 2014

## Televisão
| Ano     | Título                   | Papel                        | Observações           |
| ------- | ------------------------ | ---------------------------- | --------------------- |
| 2013-16 | Pé na Cova               | Cristiane Oliveira (Tamanco) |                       |
| 2021    | The Masked Singer Brasil | Jacaré (8.ª eliminada)       | Temporada 1           |
| 2022    | Travessia                | Ela mesma                    | Participação Especial |
| 2023    | Vicky e a Musa           | Ela mesma                    | Participação Especial |
| 2025    | Vale Tudo                | Ela mesma                    |                       |

## Prêmios e indicações

### Grammy Latino
| Ano  | Categoria                                 | Indicação                           | Resultado |
| ---- | ----------------------------------------- | ----------------------------------- | --------- |
| 2007 | Melhor Álbum de Samba/Pagode              | Mart'nália em Berlim ao Vivo        | Indicado  |
| 2012 | Melhor Álbum Pop Contemporâneo Brasileiro | Não Tente Compreender               | Indicado  |
| 2015 | Melhor Álbum de Samba/Pagode              | Em Samba! Ao Vivo                   | Indicado  |
| 2017 | Melhor Álbum de Samba/Pagode              | Misturado                           | Venceu    |
| 2019 | Melhor Álbum de Samba/Pagode              | Mart'nália canta Vinicius de Moraes | Venceu    |

### Troféu Raça Negra
| Ano  | Categoria | Indicação  | Resultado |
| ---- | --------- | ---------- | --------- |
| 2021 | Homenagem | Mart'nália | Venceu    |

### MTV Video Music Brasil
| Ano  | Categoria         | Indicação  | Resultado |
| ---- | ----------------- | ---------- | --------- |
| 2002 | Artista Revelação | Mart'nália | Indicado  |

### Prêmio da Música Brasileira
| Ano  | Categoria               | Indicação  | Resultado |
| ---- | ----------------------- | ---------- | --------- |
| 2017 | Melhor Cantora de Samba | Mart'nália | Indicado  |

### Prêmio Contigo! MPB FM
| Ano  | Categoria      | Indicação       | Resultado |
| ---- | -------------- | --------------- | --------- |
| 2012 | Melhor Cantora | Mart'nália      | Indicado  |
| 2012 | Melhor Música  | "Namora Comigo" | Indicado  |

### Prêmio Extra de Televisão
| Ano  | Categoria           | Indicação  | Resultado | Ref   |
| ---- | ------------------- | ---------- | --------- | ----- |
| 2007 | Melhor Tema Musical | "Cabide"   | Venceu    | [ 6 ] |
| 2013 | Revelação Feminina  | Pé na Cova | Indicado  | [ 7 ] |